# أدنى كتلة

في علم الفلك، مصطلح أدنى كتلة يستخدم للإشارة على أقل حد متوقع أو محسوب لجرم سماوي مرصود مثل الكواكب والنجوم والأنظمة الثنائية، السدم، والثقوب السوداء. ويستخدم على نطاق واسع للإحصاء ككتل الكوكب الخارجية . تم الكشف عن معظم الكواكب الخارجية من خلال طريقة السرعة الشعاعية و التغيرات في حركة النجوم المضيفة للكواكب على خط الأفق والميول المداري لكن تبقى الكتلة الحقيقية للكواكب غير معروفة عموما. إذا أمكن تحديد ميل الكوكب، فيمكن حساب أقل كتلة ممكنة للكوكب وبإستخدام العلاقة التالية:
{\displaystyle M_{\text{vraie}}={\frac {M_{\min }}{\sin i}}\,}